# A sas leszállt (film)
A sas leszállt (The Eagle Has Landed) 1976-ban bemutatott angol háborús kalandfilm, John Sturges rendezésében, Jack Higgins azonos című regénye alapján. A második világháború ötödik évében játszódó cselekménye egy német katonai akcióról szól, melynek célja Winston Churchill brit miniszterelnök elrablása és Berlinbe szállítása lett volna. A főbb szerepeket Michael Caine, Robert Duvall és Donald Sutherland játsszák.

## Cselekmény
1943 szeptemberében német ejtőernyősök az olaszországi Gran Sasso hegységben végrehajtott sikeres kommandóakcióval kiszabadítják fogságából Mussolini olasz diktátort. Adolf Hitlert lenyűgözi a siker, és utasítja Canaris tengernagyot, az Abwehr főnökét, hogy vizsgálja meg, el lehetne-e rabolni Angliából Winston Churchill miniszterelnököt. Canaris tudja, hogy Hitler rövidesen elfelejti hasonló hóbortos ötleteit, de attól tart, hogy riválisa, Himmler birodalmi vezető számon fogja kérni az Abwehren a Führer utasítását. Canaris megbízza Radl vezérkari ezredest, hogy készítse el a tanulmányt, hogy ezzel fedezze a kémelhárítás vezetőit.
Radl rábukkan egy angliai alvó ügynök jelentésére, mely szerint Churchill néhány hét múlva Norfolk megyében, a keleti tengerparthoz közel, egy Studley Constable nevű kis faluban fogja tölteni a hétvégét. Radl lehetőséget lát a sikeres műveletre, melynek a Sas fedőnevet adja. Kiválasztja a résztvevőket: Liam Devlint, az Ír Köztársasági Hadsereg ügynökét, aki Berlinben él, megbízza az angliai helyszín előkészítésével. A kommandó parancsnokságává a sok csatát látott Kurt Steiner ezredest választja ki, keménykötésű ejtőernyős parancsnokot, magas kitüntetések birtokosát, akit emberei tűzön-vízen át követnek, emellett kitűnően beszél angolul. Steiner és emberei azonban a keleti frontról visszatérve egy lengyelországi pályaudvaron konfliktusba kerülnek egy SS-tábornokkal. Egy transzportból szökni próbáló zsidó nő életét Steiner megpróbálja megmenteni, hűséges emberei eközben fegyvert szegeznek az SS-őrségre. Steinert és csapatát a hadbíróság zendülésért lefokozza, és büntető zászlóaljba küldi: a németek által megszállt Alderney szigetéről kiindulva egyszemélyes torpedóvető csónakokról kell veszedelmes, szinte öngyilkos támadásokat végrehajtaniuk a La Manche-on közlekedő szövetséges hajók ellen. Az „emberi torpedók” vesztesége nagy, a csapat létszáma gyorsan fogy.
Redl ezredes jelenti Canarisnak az akció tervét. A tengernagy azonban – aki óvakodik kockára tenni a britekhez fűződő saját titkos kapcsolatait – parancsot ad Redlnek, tegye a tervet ad acta. Himmler azonban, Canaris tudta nélkül, magához rendeli Redlt. Értésére adja, hogy pontos tudomással bír az Abwehr minden eddigi lépéséről. Himmler utasítja Redlt, hogy Canaris bevonása nélkül hajtsa végre a tervezett akciót, ehhez Adolf Hitler által aláírt megbízólevelet ad Redlnek, amely felhatalmazza az ezredest, hogy a Birodalom minden szükséges eszközét korlátlanul igénybe veheti. Radl elrepül Alderney-re. Az ejtőernyősöknek már csak a felét találja életben. Felajánlja Steinernek a kommandóakció parancsnokságát, cserébe teljes rehabilitációt ígér neki és egész csapatának. Steiner úgy véli, a terv megvalósítható, és ha meg kell halniuk, inkább ejtőernyősként, harcolva essenek el. Devlin kifejezi gyanúját, hogy a Hitler által aláírt megbízólevél talán hamis és puszta félrevezetés.
Elsőként a civil Devlint dobják le ejtőernyővel, akit Joanna Grey rezidens angol ügynök mocsárőrnek alkalmaz. Devlin felderíti a falut, megismerkedik a falusiakkal, köztük Verecker atyával, a helyi lelkésszel. Egy szép helybéli lány, Molly miatt konfliktusba kerül Arthur Seymour parasztlegénnyel, a verekedésben Devlin marad felül. Arthur azonban bosszút esküszik és szimatolni kezd Devlin után. Majdnem lebuktatja Devlint, de a Devlinbe szerelmes Polly lelövi. Seymourt titokban eltemetik, az akció folytatódik.
A német ejtőernyősöket az Angliában működő 1. lengyel ejtőernyős dandár egyenruhájába öltöztetik. Alatta azonban saját német egyenruhájukat viselik. Ha lelepleződnek, és nyílt harcba kényszerülnek, lengyel álruhában kémnek minősülnek, és kivégzik őket, saját egyenruhájukban katonaként eshetnek hadifogságba. A csapat ejtőernyővel ereszkedik le a tengerpartra. Feladatuk Churchillt fogságba ejteni és Németországba szállítani, e célra egy angoloktól zsákmányolt torpedónaszád cirkál a part közelében. Berlinben Radl ezredes megkapja a kódolt értesítést az akció megindításáról: „A sas leszállt.” Személyesen jelenti Himmlernek, aki visszaveszi tőle a Führer által aláírt megbízólevelet és megsemmisíti azt. Radl megérti, hogy kudarc esetén ő lesz az egyedüli bűnbak.
A lengyel egyenruhás német ejtőernyősök állásokat foglalnak az angol falucskában, baráti szövetségesként gyakorlatoznak, és várják Churchill érkezését. A vízimalomnál azonban egy angol kislány beleesik a malomárokba, az egyik ejtőernyős kimenti, de ő maga a vízikerék alá kerül, és életét veszti. A holttest lengyel egyenruhája szétszakad, az összefutott falusiak meglátják, hogy a „lengyelek” valójában német katonák. Steiner és emberei összeterelik a falusiakat és a templomba zárják őket. A lelkész nővére, Pamela Verecker kiszökik, Joanna Greyhez menekül, aki rálő, de a lány sebesülten egérutat nyer és eljut a szomszéd faluba, ahol amerikai rangerek állomásoznak.
A rangerek becsvágyó, de tapasztalatlan parancsnoka, Pitts ezredes kitüntetésre vágyik, ezért nem jelenti az incidenst a brit katonai hatóságoknak, hanem egy amerikai szakasz élén maga indul az németek elfogására. Hebehurgya támadását a németek visszaverik, súlyos veszteségeket okozva. Amikor az ezredes Joanna Grey-t akarja letartóztatni, a nő agyonlövi. Az első támadás kudarcát Pitts helyettese, Clark százados jelenti a brit hatóságoknak. Churchill közeledő konvoját megállítják, a miniszterelnököt az amerikai rangerek jól védett táborába irányítják. Clark százados erős ranger csapatot vezet Studley Constable faluba. Közli Steinerrel, hogy tervét meghiúsították, Churchill nem jön a faluba. Steiner elengedi a civil túszokat, de visszautasítja a megadást. Clark emberei lerohanják a németek állásait, Steinerék visszaszorulnak a templomba. Molly Piror, aki beleszeretett Devlinbe, megmenti a titkos rádióadót. Az ejtőernyősök felajánlják parancsnokuknak, hogy saját életüket feláldozva fedezik menekülését. Steiner egy föld alatti folyosón keresztül eljut a várakozó naszádhoz, sebesült helyettesét felteszi a hajóra, de ő maga visszatér a partra, hogy megkeresse és megölje Churchillt. Studley Constable-ben Clark százados csapata szétlövi a templomot, az összes német ejtőernyős elesik a harcban. Steiner ezredest azonban nem találják a halottak között. Devlin egy hátrahagyott szerelmes levélben elbúcsúzik Pollytól és magányosan elmenekül.
Az Alderney szigetén várakozó Radl ezredes rádióüzenetet kap a naszád kapitányától, hogy a Sas művelet meghiúsult, egyetlen sebesült tért vissza. Radl ráébred, hogy Himmler sosem kapott engedélyt Hitlertől erre az akcióra. SS-tisztek rövidesen letartóztatják Radlt, „hivatali hatalommal való visszaélés és hazaárulás”  vádjával. Egy SS kivégzőosztag rövid úton ki is végzi az ezredest.
Steiner közben megtalálja Churchill rejtekhelyét. Kijátssza az amerikai őrséget, agyonlövi Churchillt. Az elkésve berontó tisztek őt magát is lelövik. Churchill kísérői felfedik Clarknak, hogy a halott nem a miniszterelnök, hanem annak dublőre. Maga Churchill úton van a teheráni konferenciára.

## Szereposztás
| Szerep                            | Színész           | Magyar hangja (1. szinkron) | Magyar hangja (2. szinkron) |
| --------------------------------- | ----------------- | --------------------------- | --------------------------- |
| Kurt Steiner ezredes              | Michael Caine     | Kozák András                | Helyey László               |
| Max Radl ezredes                  | Robert Duvall     | Mécs Károly                 | Perlaki István              |
| Heinrich Himmler                  | Donald Pleasence  | Kautzky József              | Cs. Németh Lajos            |
| Canaris tengernagy                | Anthony Quayle    | Fülöp Zsigmond              | Tolnai Miklós               |
| Liam Devlin                       | Donald Sutherland | Helyey László               | Végh Péter                  |
| Molly Prior                       | Jenny Agutter     | Tóth Enikő                  | Zsigmond Tamara             |
| Joanna Grey                       | Jean Marsh        | Bencze Ilona                | Menszátor Magdolna          |
| Hans Ritter von Neustadt százados | Sven-Bertil Taube | Kovács István               | Megyeri János               |
| Philip Verecker atya              | John Standing     | Szokolay Ottó               | Kőszegi Ákos                |
| Pamela Verecker                   | Judy Geeson       | Spilák Klára                | Hullan Zsuzsa               |
| Harry Clark százados              | Treat Williams    | Rátóti Zoltán               | Selmeczi Roland             |
| Clarence Pitts ezredes            | Larry Hagman      | Tolnai Miklós               | Kránitz Lajos               |
| Karl                              | Michael Byrne     | Hankó Attila                | Rosta Sándor                |
| Brandt őrmester                   | Siegfried Rauch   | Forgács Péter               | Salinger Gábor              |
| Arthur Seymour                    | Terry Plummer     | Kránitz Lajos               | Imre István                 |
| Corcoran őrnagy                   | Maurice Roëves    | (n. a.)                     | (n. a.)                     |
| Winston Churchill / George Fowler | Leigh Dilley      | (n. a.)                     | (n. a.)                     |

## Érdekességek
A kezdő képsorok korabeli fekete-fehér német híradófelvételeket mutatnak Mussolini kiszabadításáról (1943. szeptember 12-én). Az első színes képek az Abruzzókban található Gran Sasso d’Italia (az akció valódi színhelye) helyett a bajorországi Allgäui-Alpokat és a Hohenschwangau kastélyt mutatják.

## További információ
- A sas leszállt a PORT.hu-n (magyarul)
- A sas leszállt az Internetes Szinkronadatbázisban (magyarul)
- A sas leszállt az Internet Movie Database-ben (angolul)
- A sas leszállt a Rotten Tomatoeson (angolul)
- A sas leszállt a Box Office Mojón (angolul)
- L’Aigle s’est envolé (francia nyelven). AlloCiné.fr
- Der Adler ist gelandet (német nyelven). Filmdienst.de